# Illa Ruapuke
L'Illa Ruapuke, en anglès:Ruapuke Island, és una de les illes situades més al sud de Nova Zelanda Es troba a 15 km al sud-est de Bluff i a 32 km al nord-est d'Oban a Illa Stewart/Rakiura. El descobriment europeu el va fer James Cook el 1770, però sempre ha tingut el seu nom maori, ruapeke que significa "dos turons". Ocupa una superfície d'uns 16 km². Es troba a la part est de l'Estret Foveaux.

## Història
Antigament l'illa tenia 200 habitants maorís. S'hi va establir una missió cristiana l'any 1843 per part del reverend Johan Wohlers.
Aquesta illa va ser l'escenari de diversos naufragis durant la segona meitat del segle xix. La navegació és perillosa per les roques i esculls.
S'hi havia arribat a criar ovelles però actualment aquesta illa està deshabitada i els seus propietaris són descendents de Tuhawaiki. Hi viuen molts ocells i és un lloc de cria per al pingüí d'ulls grocs que està amenaçat de desaparició.

## Geografia
El centre de l'illa és pla. Presenta tres grans badies,la més gran té el nom de Henrietta Bay, per "Elizabeth Henrietta" (1824). Hi ha la morfologia del terreny coneguda com a hummock (turons baixos que donen el nom a l'illa). El seu punt més alt fa 64 m.